# Air Rarotonga
Air Rarotonga to linie lotnicze z Wysp Cooka. Air Rarotonga to linie lotnicze oferujące głównie przewozy regionalne niewielkimi samolotami. Obecnie firma lata zaledwie pięcioma samolotami. Samoloty Air Rarotonga lata na Niue, Samoa, Polinezja Francuska. Głównym portem lotniczym Air Roratonga jest Roratonga International Airport. Linie lotnicze Air Roratonga powstały w 1978 roku.

## Historia
W lutym 1978 roku założone zostały linie lotnicze Air Rarotonga. W lipcu tego samego roku odbył się pierwszy lot liniowy. Początkowo linie lotnicze miały przewozić małymi samolotami trzy lub cztery osoby lecz linie się bardzo szybko rozwijały i kupowały coraz większe samoloty, największym z nich był Saab 340. 
Co roku liniami lotniczymi lata 70,000 ludzi.

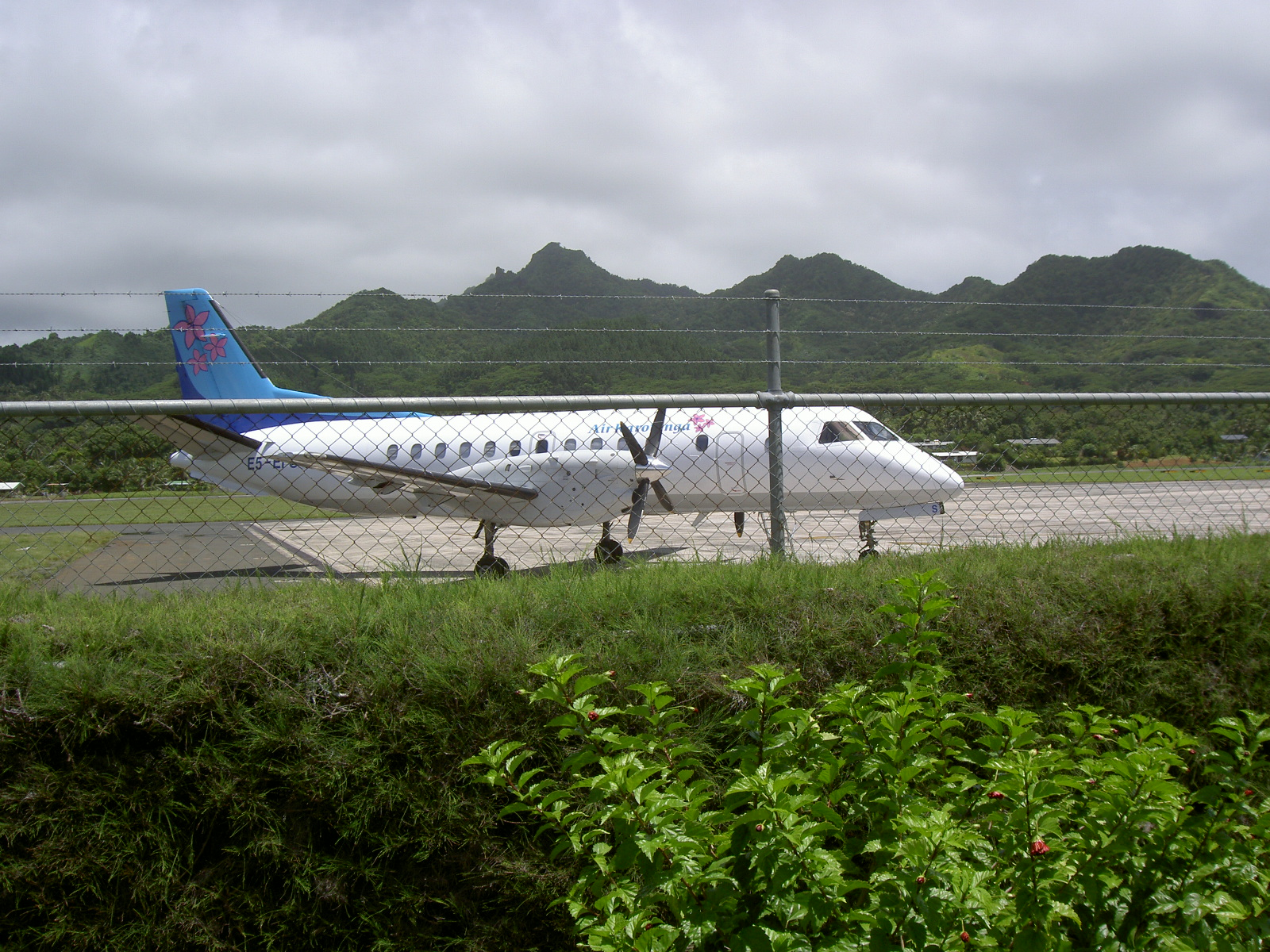
Saab 340 w barwach Air Rarotonga.

## Flota[1]
- 2 Embraer 110 Bandeirante
- 2 Saab 340
- 1 Cessna Citation II